# Jean-Baptiste Gobert-Martin
Pour les articles homonymes, voir Jean-Baptiste Martin, Gobert et Martin.
Jean-Baptiste Gobert (né le 2 août 1849 à Pouilly-sur-Meuse et mort le 24 décembre 1921 à Paris) est un commerçant français, fondateur et propriétaire des grands magasins de vêtements À Réaumur à Paris (rue Réaumur) et en Belgique.

## Biographie
Jean-Baptiste Gobert est né dans une famille de propriétaires fonciers lorrains, cousins éloignés des barons d'Empire Jacques-Nicolas et Napoléon Gobert. Il s'expatria très jeune en Belgique où, à l'instar de Thiéry aîné, il réussit dans le commerce de la draperie et de la confection, après s'être associé avec Pierre Labbé. En 1877, il épousa Lucia Martin, fille de Félix Martin, de Morfontaine (1832 - 1909), directeur des grands magasins Thiéry de Bruxelles, Mons et Saint-Ghislain, et cousin de la famille Thiéry et Sigrand,
Par suite de la décision d'Esders, qui venait d'ouvrir un magasin à Paris, de ne plus s'approvisionner chez les Labbé-Gobert, Jean-Baptiste décida d'ouvrir un grand magasin à Paris où il appliqua les principes du baron Thiéry.
La construction de la première tranche des magasins « À Réaumur » débuta en 1896 par l'acquisition et la démolition d'un îlot situé à Paris, 82 à 92 rue Réaumur, artère post-haussmannienne dont le percement venait d'être achevé. Les travaux furent rapidement menés : le magasin fut inauguré six mois plus tard par le président Félix Faure.
Les magasins connurent un grand succès. L'établissement vendait des vêtements de qualité à des prix attractifs. Le personnel était principalement encadré par des Lorrains dont les qualités commerciales avaient été éprouvées en Belgique.
Philanthrope, Jean-Baptiste Gobert-Martin créa une fondation destinée à recevoir ses employés malades ou âgés, non loin de son château de Lieusaint (Seine-et-Marne) et institua une caisse de retraite complémentaire pour les salariés des magasins. Il reçut la Légion d'honneur, le Mérite agricole et d'autres décorations étrangères. Également propriétaire d'un magasin de nouveautés à Verviers, il fut nommé officier de l'Ordre de Léopold II par le roi Albert de Belgique. 
Il décéda en 1921, laissant la direction des magasins à son épouse Lucia, puis à ses neveux Georges et André Secordel-Martin.